# Ilex coriacea
Ilex coriacea là một loài thực vật có hoa trong họ Aquifoliaceae. Loài này được (Pursh) Chapm. mô tả khoa học đầu tiên năm 1860.